# 계면활성제

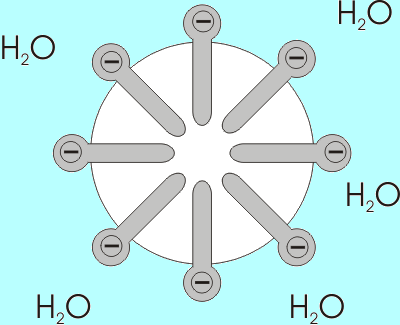
음이온 계면활성제

계면활성제(界面活性劑, surfactant)는 물에 녹기 쉬운 친수성 부분과 기름에 녹기 쉬운 소수성 부분을 가지고 있는 화합물이다. 이런 성질 때문에 비누나 세제 등으로 많이 활용되어 왔다. 계면활성제는 일정 농도 이상에서 계면활성제 분자들끼리 모여 미셀(micelle)이라는 구조를 형성한다. 미셀은 계면활성제의 농도가 임계 미셀 농도 (critical micelle concentration) 이상이고 온도가 임계 미셀 온도 (critical micelle temperature, 또는 Kraft 온도) 이상에서 형성된다. 미셀이 물에서 형성될 때, 계면활성제의 소수성 부분은 중심부에 모여 핵을 형성하고 친수성 부분은 물과 접촉하는 외곽 부분을 형성한다. 기름과 같이 소수성 물질은 미셀의 안쪽 부분에 위치하게 되어 안정화 되고 물에 녹게 되는데 이를 용해화(solubilization)라 하며 이는 세제 작용의 기본 원리이다.

## 개요
계면이란 기체와 액체, 액체와 액체, 액체와 고체가 서로 맞닿은 경계면이다. 계면활성제란 이런 계면의 경계를 완화시키는 역할을 한다. 이 때문에 계면이 가지고 있던 표면장력은 약해진다. 하나의 분자 내에 친수성과 친유성을 가진 화학적 구조를 지니고 있다.
계면활성제는 세제용도에 많이 사용되는 것외에도 식품과 화장품의 유화제, 보습제로도 많이 사용되고 있다. 계면활성제는 약간의 화학구조를 변형시킨 것만으로도 특성이 크게 달라져 종류도 다양하다. 대체로 계면활성제는 물에서 해리되었을 때 친수성 부분의 전하에 따라 음이온성, 양이온성, 양쪽성, 비이온성, 특수계면활성제로 분류할 수 있다.

## 용도
계면활성제는 세제로서의 용도 외에도 유화성(乳化性)이나 발포성(發泡性), 그 밖의 특성을 이용하여 여러 가지 분야에서 사용되고 있다.
먼저 유화작용에 대해 예를 들어보면, 우유는 물 속에 젖의 단백질과 지방질이 아주 작은 입자 상태로 분산된 이른바 유탁액이라고 불리는 상태로 되어 있다. 이와 같은 상태가 비교적 안정한 것은, 우유에 함유되어 있는 어떤 종류의 단백질이 계면활성제로서 작용하여 지방질을 미립자로서 안정화하고 있기 때문이다. '유탁액'(emulsion)이란 얼른 보아서는 균일한 것처럼 보이나 실은 아주 작은 입자로서 분산되어 있는 것을 말하며, 이보다 굵은 입자로서 분산되어 있는 것을 현탁액(suspension)이라고 한다.
이 밖에 크림·유액이라고 하는 화장품도 모두 물과 기름이 작은 입자상태로 되어 섞여 있는 것인데 거기에는 계면활성제가 작용하고 있다. 또 공장에서 염화비닐의 중합과 같이 유화한 상태에서 반응을 일으키지 않으면 안 될 경우에도 대량의 계면활성제가 필요한 것이다. 물과 기름처럼 서로 용해되어 융합하지 않는 것도 유화하여 분산시킴으로써 유동성이 증가하고 표면에 잘 퍼지는 등의 좋은 성질을 얻을 수 있다. 이 때 물과 기름의 혼합비에 의해서도 그 성질에 많은 차이가 생긴다. 바니싱크림은 소량의 기름이 다량의 물속에 분산된 형태의 것으로, 'O／W유탁액(oil in water emulsion)'이라고 한다. 콜드크림은 이와 반대로 'W／O유탁액(water in oil emulsion)'이라고 한다.
계면활성제의 또 하나의 기능인 발포성을 이용한 것으로는 먼저 흡착을 들 수 있다. 액체와 기체의 계면에 계면활성제의 분자가 배열하여 막을 만들면 이 막은 작은 고체를 흡착하기 쉬운 성질을 가지게 된다. 이러한 성질이 있기 때문에 세탁을 할 때 거품이 일어서 때가 빠진다.
광산에서 선광(選鑛)을 할 때 시행하는 부유선광법도 이 계면활성제의 발포성을 이용한 것이며, 광석을 분쇄한 다음 계면활성제와 함께 물을 흘려 보내면 광물의 미립자가 거품에 흡착되므로 이것을 모아 광물을 회수한다. 계면활성제의 발포성은, 발포제로 만들어서 소화(消火)에도 응용되고 있다. 화재가 났을 때 발포제로 연소물의 표면의 공기를 차단하여 불을 끄게 된다. 소화에 사용되는 발포제는 냉열성이 강하고 적당한 점성이 있어야 할 것이 요구되므로 많은 연구가 진행되어, 현재는 단백질을 분해하여 만든 것이 주류를 이루고 있다.
발포성과는 반대로 거품이 이는 것을 방지하는 소포제도 계면활성제의 하나로서 만들어지고 있다. 실리콘유는 그 한 예로, 거품이 이는 것을 방지할 필요가 있는 곳에 널리 사용되고 있다. 또 물과 잘 섞이게 하는 역할과는 반대로 물을 배척하는 것도 계면활성제의 한 역할인데, 실리콘도료나 실리콘유를 유리 등의 표면에 바르면 물을 배척하는 성질이 있어, 자동차의 유리나 안경알이 뿌옇게 되는 것을 방지하는 데 사용되고 있다.

## 계면활성제의 종류
- 음이온계 계면활성제 (음이온 계면 활성제) - 비누, 세탁세제 등

물 속에서 해리될 때 음이온이 된다. 친수기로 카르복시산염, 술폰산염 또는 인산염 구조를 가진 것이 많다. 카르복시산염계로 비누의 주성 분인 지방산 나트륨이나 술폰산염계로 합성 세제에 많이 사용되는 알킬벤젠술폰산 나트륨과 폴리아크릴아미드(Polyacrylamide) 전기 영동에 이용되는 로릴 황산 나트륨(SDS) 등이 있다. 여기서 R은 작용기, M은 금속 원자를 의미한다.
비누 (지방산 나트륨) RCOO - Na +
모노알킬 황산염 ROSO3 - M +
알킬폴리옥시에틸렌 황산염 RO(CH2CH2O)mSO3- M+
알킬벤젠술폰산염 RR'CH2CHC6H4SO3-M+
모노알킬인산염 ROPO (OH) O-M+
- 양이온계 계면활성제(양이온 계면 활성제)

물속에서 해리될 때 양이온이된다. 호로옹N+(CH3)3X-
디알킬디메틸암모늄염 RR'N+(CH3)2X-
알킬벤질메틸암모늄염 RN+(CH2Ph)(CH 3)2X-
- 양성 계면활성제

분자 내에 음이온 가능 부위와 양이온 가능 부위를 모두 가지고 있기 때문에, 용액의 pH에 따라 양이온 혹은 음이온이된다. 화장품에 사용된다.
알킬설포베타인 RR'R"N +(CH 2)nSO3
알킬카르복시베타인 R(CH3)2N+CH2COO-
- 비이온성 계면활성제

친수부가 비전해질, 즉 이온화하지 않는 친수성 부분이 있는 것으로 알킬글리콜 같은 저분자 계열 또는 폴리에틸렌 글리콜과 폴리비닐 알코올과 같은 고분자 계가 존재한다. Triton X, Pluronic, Tween 등의 상품명으로 판매되고있다.
폴리옥시에틸렌알킬에테르 RO(CH2CH2O)mH
지방산 솔비탄에스테르
지방산 디에탄올아민 RCON(CH2CH2OH)2
알킬모노글리세릴에테르 ROCH2CH(OH)CH2OH

## 같이 보기
- HLB값
- 미셀
- 비누

## 참고 문헌
- 이 문서에는 다음커뮤니케이션(현 카카오)에서 GFDL 또는 CC-SA 라이선스로 배포한 글로벌 세계대백과사전의 "표면활성제의 용도" 항목을 기초로 작성된 글이 포함되어 있습니다.